# Nederlandse gemeenteraadsverkiezingen 1966
De Nederlandse gemeenteraadsverkiezingen 1966 waren reguliere gemeenteraadsverkiezingen in Nederland. Zij werden gehouden op 1 juni 1966.

## Geen verkiezingen in verband met herindeling
In de volgende gemeenten werden op 1 juni 1966 geen reguliere gemeenteraadsverkiezingen gehouden omdat zij recent betrokken (geweest) waren bij een herindelingsoperatie:
- Herindeling per 1 januari 1966

In de gemeenten Dirksland, Goedereede, Middelharnis en Oostflakkee waren al herindelingsverkiezingen gehouden op 18 november 1965.
- Herindeling per 1 mei 1966

In de gemeente Spijkenisse waren al herindelingsverkiezingen gehouden op 16 maart 1966.
- Herindeling per 1 juli 1966

In de gemeenten Domburg, Mariekerke, Middelburg, Valkenisse, Veere en Vlissingen werden herindelingsverkiezingen gehouden op 1 juni 1966.
- Herindeling per 1 augustus 1966

In de gemeenten 's-Graveland, Landsmeer, Oostzaan en Weesp werden herindelingsverkiezingen gehouden op 16 juni 1966.

## Opkomst
| 1966             | # stemmen | %     |
| ---------------- | --------- | ----- |
| Kiesgerechtigden | 7.346.841 |       |
| Geldige stemmen  | 6.663.586 | 90,70 |

## Landelijke uitslagen
| Naam partij                     | # stemmen | % stemmen |
| ------------------------------- | --------- | --------- |
| overige partijen en combinaties | 901.223   | 13,52     |
| KVP                             | 2.135.340 | 32,04     |
| PvdA                            | 1.476.649 | 22,16     |
| VVD                             | 600.395   | 9,01      |
| Boerenpartij                    | 381.068   | 5,72      |
| CHU                             | 318.017   | 4,77      |
| ARP                             | 283.374   | 4,25      |
| PSP                             | 231.810   | 3,48      |
| CPN                             | 205.123   | 3,08      |
| SGP                             | 92.224    | 1,38      |
| GPV                             | 38.363    | 0,58      |